# Пекулярная скорость
Пекулярная скорость (от англ. peculiar «необычный, особенный») — скорость объекта относительно некой покоящейся системы координат.
В космологии пекулярная скорость — это скорость относительно космической системы отсчёта (в метрике Фридмана — Леметра — Робертсона — Уокера, описывающей расширяющееся пространство Вселенной), обуславливающая отклонение движения галактик от закона Хаббла. По закону Хаббла, галактики удаляются от нас со скоростью, пропорциональной расстоянию до них. Связь между скоростью и расстоянием будет точной при отсутствии пекулярной скорости.
Пекулярную скорость можно также определить как скорость относительно микроволнового фона (реликтового излучения Вселенной). По причине наличия пекулярной скорости у нашей звёздной системы — Млечного Пути (около 370 км/с) наблюдается анизотропия реликтового излучения согласно эффекту Доплера.
Галактики не распределены равномерно в наблюдаемом пространстве, а обычно объединены в гравитационно связанные группы или кластеры. Отдельная галактика может иметь скорость более 1000 км/с в случайном направлении. Эту скорость нужно добавить к или вычесть из скорости, вычисленной по закону Хаббла.
Главным следствием является то, что в определении расстояния до одной галактики возможны ошибки. С увеличением расстояния эта ошибка становится меньше по сравнению с общей скоростью, определяемой по закону Хаббла.
Более точная оценка может быть сделана на основе средней скорости группы галактик: пекулярные скорости предполагаются существенно случайными, и будут компенсировать друг друга.